# HQ-19
HQ-19는 중국판 THAAD라고 불리는 탄도 미사일 요격 시스템이다. HQ-9 시리즈의 파생형이다. 사거리 400km인 러시아 S-400이라고도 한다.

## 역사
1986년 3월부터 중국은 863 계획을 시작했다. 탄도 미사일 요격 미사일을 개발하는 사업이다. 1995년 863 계획의 일부로서, THAAD의 탄두인 kinetic kill vehicle(KKV) 개발을 포함해, HQ-19의 개발을 시작했다. 1999년 KKV "호버링 테스트"라는 시험비행에 성공해, 미국 다음으로 세계 2번째 KKV 개발국가가 되었다. 2003년 시험비행을 통과해 HQ-19 개발이 완료되었다.

## 탄두
HQ-19의 탄두인 KKV는 무게 35kg이다. 3축자세제어를 하며, 4개의 궤도 비행용 분사장치, 6개의 고도 조정용 분사장치가 DACS (Digital Attitude Control System)에 의해 제어된다.

## 미국 모방
중국은 미국을 벤치마킹해서, 유사한 무기를 뒤따라 개발중이다.
- HQ-19: 중국판 THAAD
- HQ-26: 중국판 SM-3
- HQ-29: 중국판 PAC-3